# Chrupki

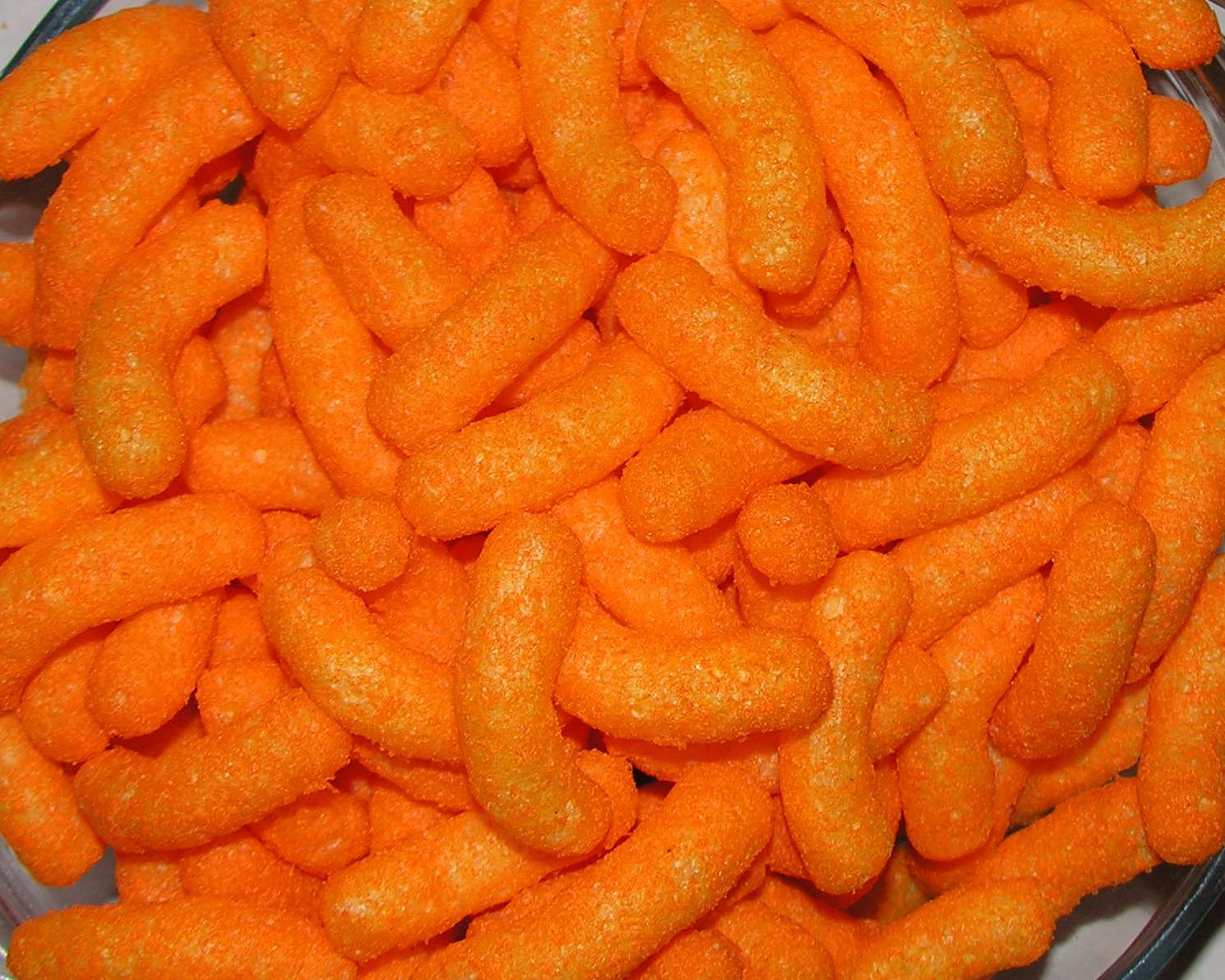
Chrupki o smaku serowym

Chrupki – popularne przekąski, przetwory spożywcze produkowane metodą ekstruzji najczęściej z grysu kukurydzianego (lub mąki kukurydzianej), ale także z dodatkiem mąki pszennej, ryżowej lub z orkiszowej. Produkowane są chrupki o różnym smaku, często z dodatkiem orzechów, czekolady, papryki, pomidorów, sera, ziół, a także z otrąb pszennych.
Chrupki są surowcem w cukiernictwie do produkcji drażetek i wyrobów w czekoladzie oraz lodów.
Nie należy mylić chrupek z chipsami.

## Wartość odżywcza
Chrupki kukurydziane bez dodatków, uzyskiwane metodą ekstruzji, są bogatym źródłem łatwo przyswajalnych węglowodanów (ok. 71,3 g na 100 g chrupek), a także białek (8,9 g) oraz błonnika (7,6 g). Zawierają niewiele tłuszczu (w zależności od producenta od 1 do 3 g na 100 g chrupek). Kaloryczność wynosi ok. 352 kcal/100g.
Węglowodany zawarte w chrupkach kukurydzianych mają wysoki indeks glikemiczny. Chrupki są także źródłem zeaksantyny, luteiny oraz selenu, a także żelaza, fosforu i magnezu.